# Арея-Бранка (Риу-Гранди-ду-Норти)
Арея-Бранка (порт. Areia Branca)  —  муниципалитет в Бразилии, входит в штат Риу-Гранди-ду-Норти. Составная часть мезорегиона Запад штата Риу-Гранди-ду-Норти. Входит в экономико-статистический  микрорегион Мосоро. Население составляет 23 501 человек на 2006 год. Занимает площадь 342,749 км². Плотность населения — 65,7 чел./км².

## Статистика
- Валовой внутренний продукт на 2004 год составляет 337 593 000,00 реалов (данные: Бразильский институт географии и статистики).
- Валовой внутренний продукт на душу населения на 2004 год составляет 14 549,00 реалов (данные: Бразильский институт географии и статистики).
- Индекс развития человеческого потенциала на 2000 год составляет 0,710 (данные: Программа развития ООН).